# الجدعة (قرية)
الجَدعة هي قرية على نهر دجلة في شمال العراق، على بعد حوالي وهي تبعد حوالي 7 كم عن مركز مدينة القيارة جنوب الموصل، وحوالي 86 كم عن مركز مدينة الموصل في محافظة نينوى على حدود قضاء مخمور. تقع قرية الجدعة على الضفة الغربية لنهر دجلة.